# Grote Kerk (Beverwijk)

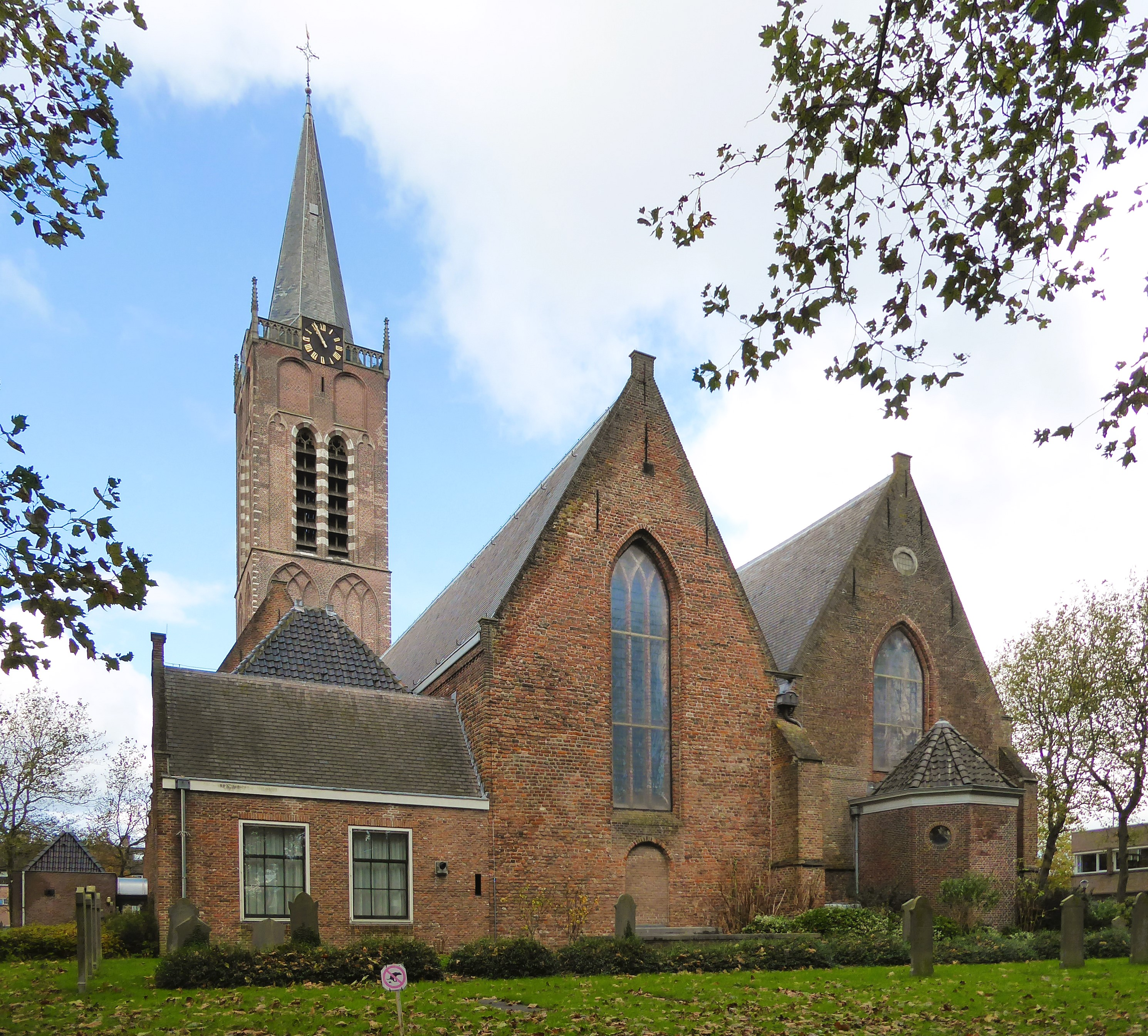
Die Grote Kerk in Beverwijk

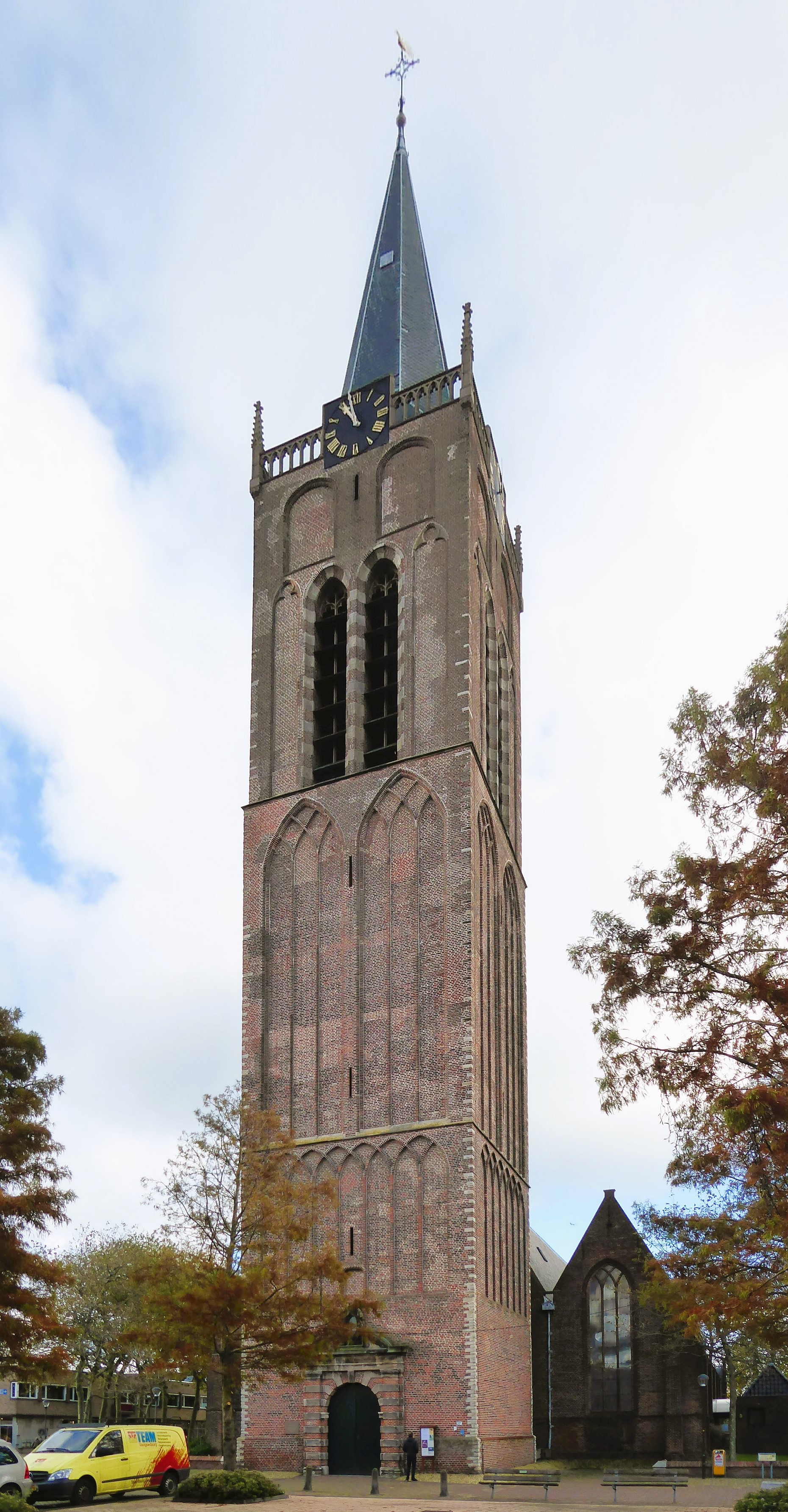
Der monumentale Westturm

Die Grote Kerk (deutsch: Große Kirche) ist ein Kirchengebäude der Protestantischen Kirche in den Niederlanden in Beverwijk (Provinz Nordholland). Das Kirchenschiff sowie der Turm der Kirche sind als Rijksmonumente eingestuft.

## Geschichte
Die bis zur Einführung der Reformation zu Ehren der heiligen Agatha geweihte Kirche, die im Jahr 1377 zum ersten Mal urkundlich erwähnt wurde, ist eine spätgotische Hallenkirche, die über einen Zwischenbau mit einem monumentalen dreistufigen Turm verbunden ist. Das Mittelschiff der Kirche stammt möglicherweise aus dem 14. Jahrhundert. Das Nordschiff entstand zu Beginn des 15. Jahrhunderts, das etwas schmalere und flachere Südschiff um 1490. Zu dieser Zeit entstand auch der mit Eckquadern und gotischen Spitzbogennischen verzierte Turm. Nach der Zerstörung der Kirche durch spanische Truppen im Jahr 1573 wurden der Haupt- und Seitenchor des Gotteshauses bei der Wiederherstellung in den Jahren 1592 bis 1648 nicht wieder aufgebaut. Im Jahr 1631 wurde der freistehende Turm über einen Zwischenbau mit dem Mittelschiff verbunden und das Portal im Stil des Manierismus hinzugefügt. Im Turm befindet sich eine von Nicolaus Müller 1733 gegossene Glocke.
1913 erfolgte eine Wiederherstellung des Turms nach einem schweren Brandschaden, die Kirche wurde zwischen 1976 und 1982 grundlegend restauriert. Der Innenraum ist mit hölzernen Tonnengewölben aus dem Jahr 1636 gedeckt und weist achtseitige Säulen mit Rahmenkapitellen auf. Zum Inventar gehören eine Kanzel vom Anfang des 17. Jahrhunderts, eine Chorschranke um 1650, Kirchengestühl aus dem 17. Jahrhundert, darunter zwei überdachte Männerbänke, sowie die Orgel von Christian Müller aus dem Jahr 1756 mit Gehäuse und Orgelempore im Louis-quinze-Stil. Die fünfseitige Grabkapelle der Familie Corver an der Nordostseite der Kirche verfügt über ein Marmorportal aus dem frühen 18. Jahrhundert. Die Grabkapelle der Familie Hogguer an der Nordseite stammt aus dem späten 18. Jahrhundert. Auf der Südseite, neben dem Raum des Konsistoriums, befindet sich eine Grabkapelle aus dem Jahr 1751 der Familie Van Harencarspel, Handwerksherren von Beverwijk, mit einem einfachen Grab und neun Trauertafeln. In der Kirche befinden sich außerdem ein Epitaph für die Familie Coevenhoven (1798) und verschiedene Grabsteine, darunter der reich verzierte Grabstein für den Geistlichen Claes Martens († 1524).